# Cerodontha kerzhneri
Cerodontha kerzhneri är en tvåvingeart som beskrevs av Zlobin 1979. Cerodontha kerzhneri ingår i släktet Cerodontha och familjen minerarflugor.
Artens utbredningsområde är Kazakstan. Inga underarter finns listade i Catalogue of Life.